# Pietro Fossati
Pietro Fossati (Novi Ligure, 29 de juny de 1905 - Novi Ligure, 13 de març de 1945) va ser un ciclista italià que fou professional entre 1926 i 1934. En el seu palmarès destaca la victòria a la Volta a Llombardia de 1929. Va morir el 1945 en un dels darrers bombardeigs aliats sobre Itàlia durant la Segona Guerra Mundial.

## Palmares
- 1926
  - ´1r al Campionat Italià "Liberi"
- 1927
  - 1r a la Copa del Re
- 1928
  - 1r a la Copa Placci
- 1929
  - 1r a la Volta a Llombardia